# Bowerbirds (hudební skupina)

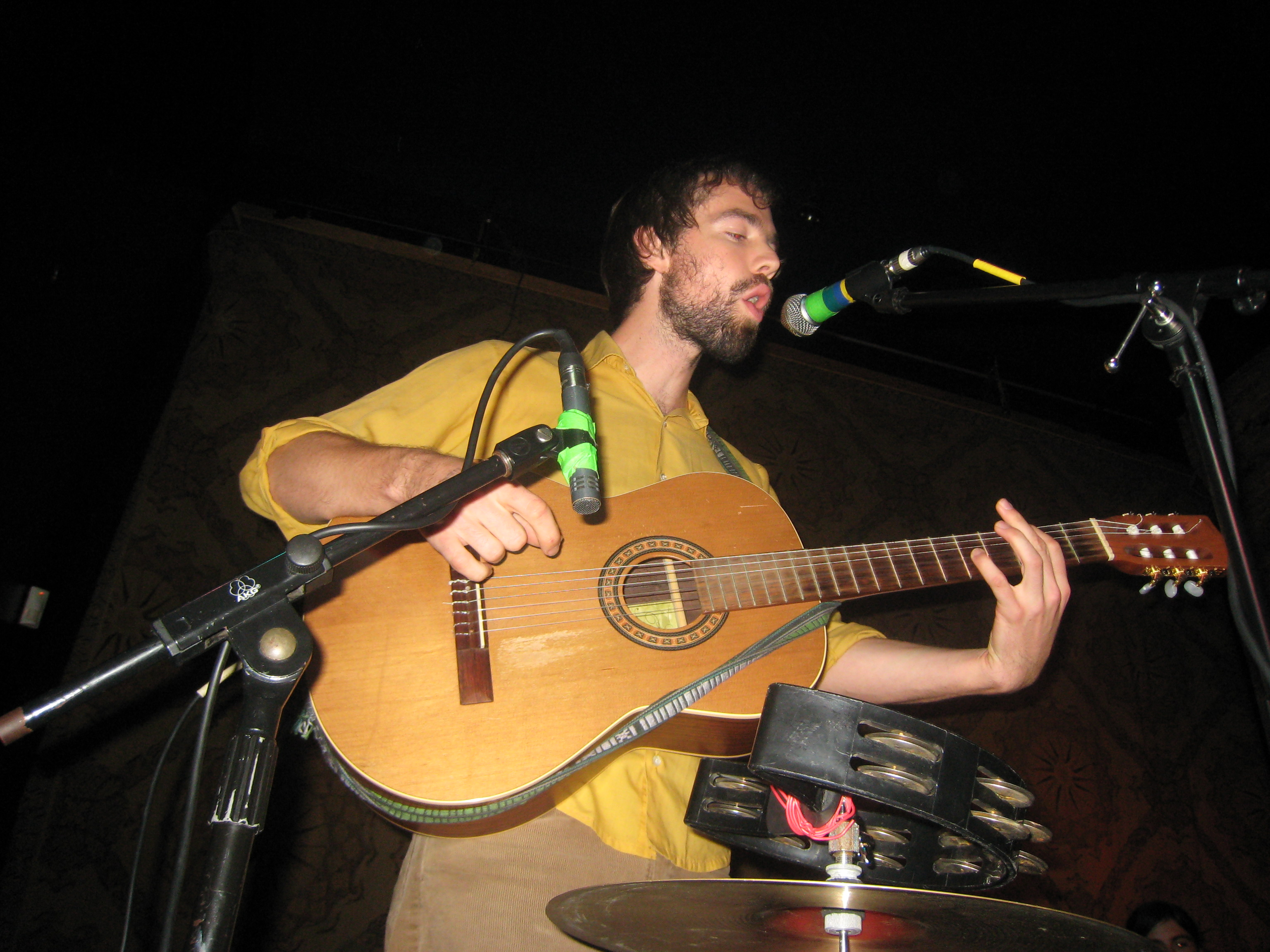
Phil Moore na koncertu Bowerbirds

Bowerbirds je americká nu-folková kapela z Raleigh v Severní Karolíně založená v roce 2006. Členy skupiny jsou Beth Tacular, Phil Moore a Mark Paulson. Už jejich debutové album Hymns for a Dark Horse se stalo úspěšným. V červenci 2009 vydali svoje druhé album Upper Air.

## Členové
- Beth Tacular – akordeon, basový buben, zpěv
- Phil Moore – zpěv, kytara, hi-hat/tamburína
- Matt Damron – bubny, housle

## Diskografie
- Danger at Sea (2006, EP)
- Hymns for a Dark Horse (Burly Time Records, 2007)
- Upper Air (Dead Oceans, 2009)